# Ooencyrtus acestes
Ooencyrtus acestes är en stekelart som beskrevs av Trjapitzin 1967. Ooencyrtus acestes ingår i släktet Ooencyrtus och familjen sköldlussteklar. Inga underarter finns listade i Catalogue of Life.